# Pallacanestro 3x3 maschile ai II Giochi europei
Le gare del torneo di pallacanestro 3x3 ai II Giochi europei si sono svolte nel giugno 2019 a Minsk.
Come già ai Giochi olimpici giovanili, i tornei si sono tenuti nel formato 3 contro 3.

## Podio
| Pos.    | Team        | Formazione                                                                      |
| ------- | ----------- | ------------------------------------------------------------------------------- |
| Oro     | Russia      | Russia 3×31 Sharov, 9 Karpenkov, 10 Pisklov, 27 Zherdev, All. -                 |
| Argento | Lettonia    | Lettonia 3×31 Pāže, 2 Šteinbergs, 3 Ginters, 4 Seņkāns, All. -                  |
| Bronzo  | Bielorussia | Bielorussia 3×32 Liutych, 5 Vabishchevich, 7 Rahozenka, 8 Meščarakoŭ, All. -    |
| 4.      | Polonia     | Polonia 3×34 Adamkiewicz, 5 Pisarczyk, 8 Wojtyński, 77 Konopatzki, All. -       |
| 5.      | Serbia      | Serbia 3×34 Rašić, 6 Vuković, 11 Dugošija, 13 Ždero, All. -                     |
| 6.      | Lituania    | Lituania 3×31 Semaška, 2 Pukelis, 3 Bulanovas, 4 Kuprijanovas, All. -           |
| 7.      | Francia     | Francia 3×315 Cornely, 54 Joseph · Christophe · Wilson, All. -                  |
| 8.      | Rep. Ceca   | Rep. Ceca 3×3Dygrýn, Zach, Křemen, Sismilich, All. -                            |
| 9.      | Ucraina     | Ucraina 3×3Kozhemiakin, Lypovtsev, Shchepkin, Balaban, All. -                   |
| 10.     | Paesi Bassi | Paesi Bassi 3×30 Witteven, 3 Driessen, 5 Bruining, 6 Darib, All. -              |
| 11.     | Romania     | Romania 3×313 Paliciuc · Aktaş · Petrache · Sandu, All. -                       |
| 12.     | Slovenia    | Slovenia 3×34 Vojičić, 6 Kovačević, 9 Jeršin, 12 Julević, All. -                |
| 13.     | Turchia     | Turchia 3×3Aksoy, Bayraktar, Kapucu, Kocal, All. -                              |
| 14.     | Estonia     | Estonia 3×3Evart, Haller, Lindmets, Viilup, All. -                              |
| 15.     | Italia      | Italia 3×32 Raffa, 11 Masciadri, 28 Rodríguez, 33 Bovo, All. Alessandro Iacozza |
| 16.     | Andorra     | Andorra 3×3A. Bartolomé, Fernández, Gabriel Morilla, H. Bartolomé, All. -       |